# آلبرت آر. براکلی
آلبرت آر. براکلی (انگلیسی: Albert R. Broccoli; ۵ آوریل ۱۹۰۹ – ۲۷ ژوئن ۱۹۹۶) یک تهیه‌کننده اهل ایالات متحده آمریکا بود. وی بین سال‌های ۱۹۵۳ تا ۱۹۹۶ میلادی فعالیت می‌کرد.